# Мігель де Лара
Мігель де Лара (9 серпня 1994) — мексиканський плавець.
Призер Панамериканських ігор 2019 року.